# Maria (córka Alfonsa III)
Infantka Maria (ur. 21 listopada 1264 w Coimbrze, zm. 6 czerwca 1304 w Coimbrze) – portugalska infantka, córka króla Alfonsa III i jego drugiej żony królowej Beatrycze Kastylijskiej.
Większość swojego życia spędziła jako mniszka w żeńskim zakonie św. Jana (Convento das Donas Cónegas de São João), niedaleko Zakonu św. Krzyża.